# Veitsch (Mürz)
Die Veitsch ist ein rechter Nebenfluss der Mürz im Nordosten der Steiermark in Österreich.

## Name
Das Gewässer wurde 1243 als Vitscha erstmals schriftlich erwähnt. Der Name leitet sich vom slawischen Wort *bykъ für „Stier“ ab.

## Verlauf
Die Veitsch entsteht im Dorf Veitsch durch den Zusammenfluss von Großem und Kleinem Veitschbach.
Das Einzugsgebiet der Veitsch mit Großem und Kleinem Veitschbach entspricht weitgehend dem Gemeindegebiet von Sankt Barabara im Mürztal. Nur wenige kleine linke Nebenbäche vor der Mündung gehören zur Gemeinde Krieglach.

## Nebenbäche
Das Einzugsgebiet der Veitsch beträgt 77,68 Quadratkilometer. Die wichtigsten Nebenbäche sind:
| Name                | Mündungsseite     | Mündungsort  | Einzugsgebiet in km² |
| ------------------- | ----------------- | ------------ | -------------------- |
| Großer Veitschbach  | rechter Quellbach | Dorf Veitsch | 039,93               |
| Kleiner Veitschbach | linker Quellbach  | Dorf Veitsch | 027,24               |
| Mehlstüblgraben     | rechts            | Irgbauer     | 01,90                |

## Orte
An der Veitsch liegen die Orte Veitsch und Mitterdorf im Mürztal.

## Wirtschaft und Infrastruktur
- RHI Magnesita: Im Dorf Veitsch befindet sich ein Standort der Firma RHI Magensita. Hier wird eine 1881 gefundene Magnesitlagestätte abgebaut.[4]
- Straße: Durch das Veitschtal verläuft die Veitscher Straße L102.